# Нэнси (скульптура Колдера)
«Нэнси» (англ. Nancy) — кинетическая скульптура (мобиль) работы американского скульптора Александра Колдера (1898-1976). Создана в 1971 году. Находится в г. Пальма на о. Мальорка (Балеарские о-ва) Испании. Установлена в Королевском саду возле Королевского дворца Альмудайна.
Скульптура была частью выставки работ Колдера в сентябре-октябре 1972 года в галерее Сала Палайрес в Пальме. Скульптор долгое время дружил с испанским художником Жоаном Миро (1893-1983), жителем Мальорки, который в свою очередь сыграл важную роль в организации выставки Колдера в Палайресе. Оба художника познакомились и подружились в 1928 году, когда жили и работали в Париже.
Миро уговорил своего друга Колдера подарить скульптуру мэрии Пальмы в 1973 году, но мэрия не согласилась принять подарок, иначе пришлось бы платить большую сумму таможенных пошлин и акцизного налога. Впоследствии, в Мадриде, произведение искусства классифицировали как объект национального наследия, таким образом, освободив скульптуру от налогов. 14 февраля 1974 года мэрия Пальмы приняла ее как подарок.
Колдер желал, чтобы его мобиль располагался в новом Морском парке, между кафедральным собором и морем, что позволило бы ветру приводить скульптуру в движение. Но мэрия Пальмы решила установить ее в Королевском саду (с 1974 по 1985 годы); в 1994 году установлена на первоначальном месте после реставрации от вандализма.
Скульптура представляет собой стабиль-мобиль, отлитый из железа.